# RoupAcústico
RoupAcústico é o segundo álbum ao vivo da banda brasileira Roupa Nova, lançado em 2004 em CD e DVD pelo selo Roupa Nova Music, com a distribuição da Universal Music. O álbum traz várias versões acústicas para grandes sucessos, como Whisky a Go Go, Volta pra Mim, Coração Pirata, A Força do Amor, A Viagem, Seguindo no Trem Azul, entre outras, além de três canções inéditas: À Flor da Pele, Já Nem Sei Mais e Razão de Viver.
O álbum teve como convidados especiais o cantor Ed Motta, que participou da canção Bem Simples e a dupla serteneja Chitãozinho & Xororó, na canção inédita Já Nem Sei Mais. Sua versão em DVD, com 25 faixas, contou com a presença do maestro Eduardo Souto Neto, autor do Tema da Vitória, gravado originalmente em 1981 pelo Roupa Nova e que marcou as vitórias de pilotos brasileiros na Fórmula 1, especialmente de Ayrton Senna. A nova versão para o tema está disponível apenas no DVD.
O álbum contou com dois músicos de apoio: a percussionista Mila Schiavo e o saxofonista Milton Guedes, que também tocou flauta e harmônica. Também participou do álbum a Orquestra de Câmara de Tatuí, formada por mulheres, sob a regência do maestro Adriano Machado (e que foi regida por Eduardo Souto Neto no Tema da Vitória).

## Faixas

### CD
| N.º            | Título                  | Compositor(es)                        | Vocal principal                                 | Duração |  |
| 1.             | "Dona"                  | Sá e Guarabyra                        | Serginho                                        | 3:30    |  |
| 2.             | "Já Nem Sei Mais"       | Kiko, Nando, Ricardo Feghali          | Paulinho (part. especial: Chitãozinho e Xororó) | 3:44    |  |
| 3.             | "A Força do Amor"       | Cleberson Horsth, Ronaldo Bastos      | Serginho                                        | 4:27    |  |
| 4.             | "Volta Pra Mim"         | Feghali, Horsth                       | Paulinho                                        | 4:02    |  |
| 5.             | "Anjo"                  | Dalto, Renato Corrêa, Cláudio Rabello | Serginho                                        | 3:14    |  |
| 6.             | "À Flor da Pele"        | Dalmo Medeiros, Maurício Gaetani      | Paulinho                                        | 4:12    |  |
| 7.             | "Seguindo no Trem Azul" | Horsth, Bastos                        | Serginho                                        | 3:43    |  |
| 8.             | "Linda Demais"          | Kiko, Tavinho Paes                    | Paulinho                                        | 3:59    |  |
| 9.             | "Sapato Velho"          | Mu, Cláudio Nucci e Paulinho Tapajós  | Todos                                           | 3:57    |  |
| 10.            | "Bem Simples"           | Feghali                               | Nando (part. especial: Ed Motta)                | 3:46    |  |
| 11.            | "Amar É"                | Horsth, Feghali                       | Serginho                                        | 3:39    |  |
| 12.            | "Chuva de Prata"        | Ed Wilson, Bastos                     | Serginho                                        | 3:04    |  |
| 13.            | "Whisky a Go Go"        | Michael Sullivan, Paulo Massadas      | Paulinho                                        | 4:09    |  |
| 14.            | "A Viagem"              | Horsth, Aldir Blanc                   | Serginho                                        | 4:06    |  |
| 15.            | "Roupa Nova"            | Milton Nascimento, Fernando Brant     | Paulinho                                        | 3:04    |  |
| 16.            | "A Lenda"               | Kiko, Feghali, Nando                  | Serginho e Paulinho                             | 4:12    |  |
| 17.            | "Coração Pirata"        | Nando, Blanc                          | Nando                                           | 4:25    |  |
| 18.            | "Meu Universo é Você"   | Feghali, Nando                        | Paulinho                                        | 4:09    |  |
| 19.            | "Razão de Viver"        | Feghali, Nando                        | Serginho                                        | 4:50    |  |
| Duração total: | Duração total:          | Duração total:                        | Duração total:                                  | 1:14:19 |  |

### DVD
| N.º            | Título                  | Compositor(es)                         | Vocal principal                                 | Duração |  |
| 1.             | "Whisky a Go Go"        | Michael Sullivan, Paulo Massadas       | Paulinho                                        | 5:00    |  |
| 2.             | "A Força do Amor"       | Cleberson Horsth, Ronaldo Bastos       | Serginho                                        | 4:22    |  |
| 3.             | "Canção de Verão"       | Luiz Guedes, Thomas Roth               | Paulinho                                        | 3:09    |  |
| 4.             | "Seguindo no Trem Azul" | Horsth, Bastos                         | Serginho                                        | 3:37    |  |
| 5.             | "Volta Pra Mim"         | Ricardo Feghali, Horsth                | Paulinho                                        | 3:57    |  |
| 6.             | "Anjo"                  | Dalto, Renato Corrêa, Cláudio Rabello  | Serginho                                        | 3:16    |  |
| 7.             | "Linda Demais"          | Kiko, Tavinho Paes                     | Paulinho                                        | 3:58    |  |
| 8.             | "À Flor da Pele"        | Dalmo Medeiros, Maurício Gaetani       | Paulinho                                        | 4:12    |  |
| 9.             | "Clarear"               | Tavynho Bonfá, Mariozinho Rocha        | Paulinho                                        | 3:53    |  |
| 10.            | "A Lenda"               | Kiko, Feghali, Nando                   | Serginho e Paulinho                             | 5:24    |  |
| 11.            | "Bem Simples"           | Feghali                                | Nando (part. especial: Ed Motta)                | 3:58    |  |
| 12.            | "Meu Universo é Você"   | Feghali, Nando                         | Paulinho                                        | 4:08    |  |
| 13.            | "A Viagem"              | Horsth, Aldir Blanc                    | Serginho                                        | 4:01    |  |
| 14.            | "Coração Pirata"        | Nando, Blanc                           | Nando                                           | 4:28    |  |
| 15.            | "Sapato Velho"          | Mu, Cláudio Nucci e Paulinho Tapajós   | Todos                                           | 4:06    |  |
| 16.            | "Dona"                  | Sá e Guarabyra                         | Serginho                                        | 3:26    |  |
| 17.            | "Já Nem Sei Mais"       | Kiko, Nando, Feghali                   | Paulinho (part. especial: Chitãozinho e Xororó) | 3:50    |  |
| 18.            | "Roupa Nova"            | Milton Nascimento, Fernando Brant      | Paulinho                                        | 3:05    |  |
| 19.            | "Corações Psicodélicos" | Lobão, Bernardo Vilhena, Júlio Barroso | Paulinho                                        | 3:29    |  |
| 20.            | "Amar É"                | Horsth, Feghali                        | Serginho                                        | 3:41    |  |
| 21.            | "Chuva de Prata"        | Ed Wilson, Bastos                      | Serginho                                        | 3:01    |  |
| 22.            | "Yesterday / Hey Jude"  | John Lennon, Paul McCartney            | Todos                                           | 4:08    |  |
| 23.            | "Tema da Vitória"       | Eduardo Souto Neto                     | Instrumental                                    | 2:10    |  |
| 24.            | "Show de Rock'n'Roll"   | Sullivan, Massadas                     | Paulinho                                        | 3:49    |  |
| 25.            | "Razão de Viver"        | Feghali, Nando                         | Serginho                                        | 4:48    |  |
| Duração total: | Duração total:          | Duração total:                         | Duração total:                                  | 1:44:16 |  |

## Formação da banda
- Paulinho: voz e percussão
- Nando: baixolão, violão e voz
- Kiko: violão, dobro e vocais
- Serginho Herval: bateria, mini-kit, djembê, violão e voz
- Ricardo Feghali: órgão Hammond, piano acústico, violão, baixolão e vocais
- Cleberson Horsth: piano acústico, órgão Hammond e vocais

## Músicos Convidados
- Milton Guedes: sax, flauta e harmônica
- Mila Schiavo: percussão
- Orquestra de Câmara de Tatuí, sob a regência do Maestro Adriano Machado

## Participações Especiais
- Ed Motta em Bem Simples
- Chitãozinho & Xororó em Já Nem Sei Mais
- Eduardo Souto Neto: regência em Tema da Vitória

## Desempenho nas paradas
| Paradas (2005)         | Melhor posição |
| ---------------------- | -------------- |
| Portugal Albums Top 30 | 2              |